# Daniel Simmes
Daniel Simmes (Dortmund, 12 agosto 1966) è un ex calciatore e allenatore di calcio tedesco, di ruolo attaccante, oggi allenatore della squadra femminile del Lierse.
Divide la sua carriera tra Germania e Belgio, in seguito diviene un allenatore iniziando dalle selezioni giovanili.
Il 5 maggio 1984 la Germania Ovest Under-17 batte i pari età dell'Unione Sovietica per 2-0, vincendo la finale del Campionato europeo di calcio Under-17: Simmes realizza il primo dei due gol tedeschi.

## Palmarès

### Nazionale
- Campionato europeo di calcio Under-17: 1

Germania Ovest 1984